# Trentepohlia hainanica
Trentepohlia hainanica är en tvåvingeart som beskrevs av Alexander 1936. Trentepohlia hainanica ingår i släktet Trentepohlia och familjen småharkrankar. Inga underarter finns listade i Catalogue of Life.